# Gustaf Adolf Hjärne
Gustaf Adolf Hjärne, född den 5 november 1715 i Stockholm, död den 19 april 1805 på Ekensberg i Södermanlands län, var en svensk greve, riksråd och tecknare.
Han var son till naturforskaren Urban Hjärne och Elisabeth Carlsdotter Cederström och från 1739 gift med fältmarskalken Augustin Ehrensvärds syster Maria Ehrensvärd. Hjärne blev 1731 volontär vid artilleriet och avancerade till överste vid Nylands infanteriregemente (1758). I politiken slöt sig Hjärne till hattpartiet och var vid riksdagarna 1751–1752, 1755–1756 och 1760–1762 medlem av sekreta utskottet. År 1761 utnämndes han till riksråd, en upphöjelse som kanske mest berodde på att han sedan 1739 var gift med överhovmästarinnan Anna Maria Ehrensvärd, syster till de inflytelserika bröderna Augustin, Carl och Fredrik Ehrensvärd. År 1762 upphöjdes han till friherre och 1763 blev han serafimerriddare. Han var även kommendör av Svärdsorden. Då mössorna 1765 kom till makten, var det fråga om att ur rådet avlägsna Hjärne, då han deltagit i beslutet att förnya det franska förbundet (1764), men han, liksom H. H. von Liewen, slapp undan med en skrapa, medan sju av hans ämbetsbröder avskedades eller tvingades ta avsked. År 1768 utsågs han till kansler för Lunds universitet. Hjärne var den ende av rådsherrarna som i december samma år understödde Adolf Fredriks fordran att riksdag skulle sammankallas, och därför uttalade ständerna 1769 till honom högtidligen sin tacksamhet.
År 1770 blev han greve. Vid riksdagen 1771–1772 inledde Hjärne, på Gustav III:s begäran, underhandlingar om åstadkommande av en förlikning mellan hattar och mössor; och då det vid riksdagen rådande mösspartiet fordrade fyra eller fem platser i rådet, förklarade sig Hjärne beredd att frivilligt lämna sin plats. I mars 1772 erhöll han avsked från såväl riksråds- som kanslersämbetet. I det nya råd som Gustav III efter statsvälvningen den 19 augusti 1772 tillsatte, inkallades dock Hjärne och var medlem i detsamma ända till dess upplösning 1789. Trots att han inte var någon betydande politiker, var Hjärne på grund av sina mångsidiga insikter, sitt goda omdöme och sin fasthet i åsikter och förbindelser en högt aktad och nyttig medlem av rådet, på grund av sitt saktmodiga lynne och vänliga sätt därjämte allmänt omtyckt. Gustav III använde honom mycket under förra delen av sin regering.
Alla Urban Hjärnes barn visade talang för diktning eller skön konst och den mest framstående av dem blev Gustaf Adolf Hjärne. Han påbörjade 1737 att teckna ner sin levnadshistoria som han själv illustrerade med släktvapen, stamträd, teckningar och ornamenter, boken förvaras numera vid Riksarkivet i Stockholm.